# Aleksandra Król
Aleksandra Król (Zakopane, 20 november 1990) is een Poolse snowboardster. Ze vertegenwoordigde haar vaderland op de Olympische Winterspelen 2014 in Sotsji en op de Olympische Winterspelen 2018 in Pyeongchang.

## Carrière
Król maakte haar wereldbekerdebuut in december 2008 in Limone Piemonte, een maand later scoorde ze in Kreischberg haar eerste wereldbekerpunten. Tijdens de FIS wereldkampioenschappen snowboarden 2009 in Gangwon eindigde de Poolse als 34e op de parallelslalom en als 41e op de parallelreuzenslalom.
Op de FIS wereldkampioenschappen snowboarden 2011 in La Molina eindigde Król als 24e op de parallelreuzenslalom en als 39e op de parallelslalom. In Stoneham nam ze deel aan de FIS wereldkampioenschappen snowboarden 2013. Op dit toernooi eindigde ze als 26e op de parallelreuzenslalom en als 29e op de parallelslalom. In februari 2013 stond de Poolse in Moskou voor de eerste maal in haar carrière op het podium van een wereldbekerwedstrijd. Tijdens de Olympische Winterspelen van 2014 in Sotsji eindigde Król als negende op de parallelreuzenslalom en als dertigste op de parallelslalom.
Op de FIS wereldkampioenschappen snowboarden 2015 in Kreischberg eindigde ze als twintigste op de parallelslalom en als 26e op de parallelreuzenslalom. In de Spaanse Sierra Nevada nam de Poolse deel aan de FIS wereldkampioenschappen snowboarden 2017. Op dit toernooi eindigde ze als achtste op de parallelslalom en als twintigste op de parallelreuzenslalom. Tijdens de Olympische Winterspelen van 2018 in Pyeongchang eindigde Król als elfde op de parallelreuzenslalom.

## Resultaten

### Olympische Winterspelen
| Jaar | Plaats      | Resultaten                                 |
| ---- | ----------- | ------------------------------------------ |
| 2014 | Sotsji      | 30e Parallelslalom 9e Parallelreuzenslalom |
| 2018 | Pyeongchang | 11e Parallelreuzenslalom                   |

### Wereldkampioenschappen
| Jaar | Plaats        | Resultaten                                  |
| ---- | ------------- | ------------------------------------------- |
| 2009 | Gangwon       | 34e Parallelslalom 41e Parallelreuzenslalom |
| 2011 | La Molina     | 39e Parallelslalom 24e Parallelreuzenslalom |
| 2013 | Stoneham      | 29e Parallelslalom 26e Parallelreuzenslalom |
| 2015 | Kreischberg   | 20e Parallelslalom 26e Parallelreuzenslalom |
| 2017 | Sierra Nevada | 8e Parallelslalom 20e Parallelreuzenslalom  |

### Wereldbeker
Eindklasseringen
| Seizoen   | Algm | PAR | PGS | PSL |
| --------- | ---- | --- | --- | --- |
| 2008/2009 | 147e | 47e | –   | –   |
| 2009/2010 | 159e | 58e | –   | –   |
| 2010/2011 | 75e  | 38e | –   | –   |
| 2011/2012 | –    | 37e | –   | –   |
| 2012/2013 | –    | 19e | 29e | 11e |
| 2013/2014 | –    | 30e | 34e | 27e |
| 2014/2015 | –    | 33e | 36e | 30e |
| 2015/2016 | –    | 22e | 14e | 28e |
| 2016/2017 | –    | 20e | 28e | 11e |
| 2017/2018 | –    | 23e | 27e | 11e |

Wereldbekeroverwinningen
| Datum           | Plaats | Onderdeel            |
| --------------- | ------ | -------------------- |
| 11 januari 2025 | Scuol  | Parallelreuzenslalom |